# Pleuroceras propinquum
Pleuroceras propinquum är en svampart som tillhör divisionen sporsäcksvampar, och som först beskrevs av František Bubák och Jens Schanke Vleugel, och fick sitt nu gällande namn av Michel Monod. Pleuroceras propinquum ingår i släktet Pleuroceras, och familjen Gnomoniaceae. Arten är reproducerande i Sverige.